# Lansbergia bouyeri
Lansbergia bouyeri är en skalbaggsart som beskrevs av Alain Drumont 2001. Lansbergia bouyeri ingår i släktet Lansbergia och familjen Cetoniidae. Inga underarter finns listade i Catalogue of Life.